# Аустралијски национални кинолошки савез
Аустралијски национални кинолошки савез (ANKC; енгл. Australian National Kennel Council, ANKC) је кинолошка организација која се налази у Аустралији. Представља организацију чија је одговорност да унапреди размножавање расних паса, изложбе паса и остале активности које су везане за кинологију на територији Аустралије.

## Историја
Први састанак који је утицао на стварање кинолошког савеза је одржан у Сиднеју, 14. априла 1949. године. Дугогодишње законско усклађивање попут уједињења стандарда о узгоју, признавања судских већа као и дефинисања казни и суспензија између аустралијских држава је довело до формирања нацрта Устава 7. априла 1958. године у Сиднеју.

## Расе
На основу употребе паса за рад, расе су подељене по систему Аустралијског националног кинолошког савеза у седам група и то:
1. Патуљасти пси (Група 1; енгл. toy, играчка) - 25 признатих пасмина[2]
2. Теријери (Група 2) - 31 призната пасмина[3]
3. Ловни пси (Група 3) - 30 признатих пасмина[4]
4. Гоничи (Група 4) - 32 признате пасмине[5]
5. Радни пси (Група 5) - 32 признате пасмине[6]
6. Корисни пси (Група 6) - 32 признате пасмине[7]
7. Неспортски пси (Група 7) - 20 признатих пасмина[8]